# George Powell
George Powell, känd under pseudonymen George Asaf, född 1880 död 1951, engelsk sångtextförfattare. Han var bror till kompositören Felix L. Powell.